# 五十間鼻
五十間鼻（ごじゅっけんばな）は、東京都大田区羽田六丁目の、多摩川と海老取川の分流点に所在する石積みの沈床。その名称は、増水時の急流に対する護岸のため、水中に長さ五十間（約90m）に渡って石を敷き詰めたことに由来する。遠景に多摩川河口と東京国際空港（羽田空港）を眺望でき、釣りスポットや初日の出スポットとしても知られる。

## 地形・構造
多摩川左岸（東京都側）の河口から約2km上流、海老取川が分流し北行する地点の上流側に築かれている。増水時の河岸侵食を抑えるために、多摩川の流路に沿って長さ五十間（約90m）に渡って水中に石を敷き詰めたもので、これが名称の由来である。周辺は東京湾の干満の影響を受ける汽水域で、干潮時には石積みの上を歩くことが可能だが、満潮時には全体が川底に沈む。接続する羽田六丁目の河岸はコンクリートで護岸されているが、岸のすぐ下には干潟が存在し、干潮時には岸から降りることができる。

### 五十間鼻無縁仏堂
五十間鼻の上（陸地との接続部近く）には小さな無縁仏堂が建っている。現在はコンクリートとブロック塀で建設された方形の基礎の上に置かれ、満潮時には川中の小島のようになる。陸地とは簡素な桟橋で結ばれている。この仏堂は多摩川において水難で亡くなった人々の霊を慰めるためのものであり、特に関東大震災や東京大空襲の折には、火災に追われて川に飛び込み亡くなった無数の遺体がこの地にも流れ着いたという。いつ頃からこの様な慰霊施設が存在していたのかは定かではないが、戦後、河口近くの川中に1本の角塔婆が立っていたのを羽田地区の漁業組合長が管理し、1978年に護岸工事に伴い現在地に移転、その後荒廃していたものを地元有志の浄財により復興したものである。現在のブロック塀・桟橋・角塔婆などは2004年に修理・増設された。

## 利用
周辺は釣りスポットとなっており、ハゼやシーバス（フッコ）などが釣れる。干潮時には五十間鼻の石積みの上を歩けるため、そこから糸を垂れる釣り人も見られる。周囲に現れる干潟は、潮干狩りや磯遊びにも用いられる。周辺の多摩川・海老取川の岸辺は船の係留地となっており、五十間鼻の周囲を頻繁に釣船やプレジャーボートが行き交う。
多摩川の河口近くで東側に遮る構造物が少ない場所のため、羽田空港を発着する旅客機をよく観察できるほか、元日の初日の出スポットとしても知られている。
また多摩川サイクリングコース左岸の終着点近くでもあるため、五十間鼻付近や海老取川対岸の旧穴守稲荷神社大鳥居のたもとで休憩を取るサイクリストの姿も多い。

## 周辺
交通アクセス
- 京浜急行・東京モノレール天空橋駅から徒歩5～7分[3][4]

周辺施設
- 弁天橋（海老取川）
- 旧穴守稲荷神社大鳥居
- 東京空港警察署弁天橋交番
- 水神社・玉川弁財天
- 白魚稲荷神社